# Маркіян Трофим'як
Маркія́н Трофим'я́к (нар. 16 квітня 1947, Козова Тернопільського району) — римо-католицький релігійний діяч, львівський єпископ-помічник у 1991—1998 роках, луцький єпископ у 1998—2012.

## Життєпис
Народився 16 квітня 1947 р. в м. Козова Тернопільського району (Львівська архідієцезія).
Навчався у Львові та Ризі, де після закінчення місцевої семінарії 26 травня 1974 р. прийняв священичий сан.
У 1974—1991 роках був парохом у Кременці, опікувався також вірними у Борщеві, Голозубинцях, Китайгороді та в Кам'янці-Подільському. 16 січня 1991 р. преканізований титулярним єпископом Аузія і львівським єпископом-помічником. Хіротонію отримав 2 березня 1991 р. у львівському архікафедральному соборі Успіння Пресвятої Діви Марії з рук митрополита Мар'яна Яворського.
Генеральний вікарій Львівської архідієцезії, від 1996 р. — також і Луцької дієцезії. 25 березня 1998 р. папа Іван Павло II призначив єпископа Маркіяна Трофим'яка ординарієм Луцької дієцезії. Інгрес до луцького кафедрального собору св. Апостолів Петра і Павла відбувся 16 травня 1998 р.
24 липня 2012 року Папа Римський прийняв зречення Маркіяна Трофим'яка з уряду ординарія Луцької дієцезії.